# Textures
Textures sind eine Metal-Band aus dem niederländischen Tilburg. Ihr Stil wurde von Polyrhythmik, jedoch im Verlauf ihrer Existenz vermehrt auch von melodischen Elementen geprägt. Die Band selbst bezeichnete ihren Stil als „Polyrhythmic Metal Madness“.
Am 2. November 2023 kündigten Textures auf ihrer offiziellen Facebook-Seite ihr Comeback für 2024 an.

## Geschichte
Textures wurden 2001 in Tilburg gegründet. Ihre erste Veröffentlichung folgte 2003 mit dem selbst produzierten Album Polars, durch die das Label Listenable Records auf die Band aufmerksam wurde. Sie erhielten den niederländischen Essent Award, der an Nachwuchsmusiker verliehen wird, und traten in einem Werbespot für Nokia auf.
Nachdem Eric Kalsbeek den Sänger Pieter Verpaalen ersetzt hatte, nahmen Textures 2006 ihr Zweitwerk Drawing Circles auf. Im Folgejahr stieß der Bassist Remko Tielemans für den krankheitsbedingt ausgestiegenen Dennis Aarts zur Band. Mit Silhouettes erreichten Textures 2008 erstmals die niederländischen Verkaufscharts. Der niederländische Sender VPRO nahm ihren Titel Awake in seine Compilation VPRO Song of the Year 2008 auf.
Anfang 2010 verließ Sänger Eric Kalsbeek die Band aus persönlichen Gründen, im März konnte Daniel de Jongh als Ersatz verpflichtet werden. In demselben Jahr verließ auch Keyboarder Richard Rietdijk die Band, er wurde durch Uri Dijk ersetzt. 2011 erschien das vierte Studioalbum Dualism beim Label Nuclear Blast.
2016 veröffentlichten Textures das Album Phenotype. Im Jahr darauf gaben die Mitglieder bekannt, dass sie die Band aus persönlichen Gründen auflösen.

## Diskografie
- 2003: Polars (Eigenvertrieb; 2004 erneut veröffentlicht durch Listenable Records)
- 2006: Drawing Circles (Listenable Records)
- 2008: Silhouettes (Listenable Records)
- 2011: Dualism (Nuclear Blast)
- 2016: Phenotype (Nuclear Blast)